# Kurt Reichmann
Kurt Reichmann (Ehringshausen, ca. 8 april 1940) is een Duits draailierbouwer. Hij is de initiatiefnemer van het internationale Draailier en Doedelzakfestival dat in 1973 voor het eerst werd gehouden. Zijn verzameling wordt vertoond in het Muziekinstrumentenmuseum van Lißberg. Voor zijn betekenis voor de ontwikkeling van en de opleving van interesse in de draailier werd hij landelijk onderscheiden en er werd een postzegel van zijn werk uitgegeven. 

## Biografie
Kurt Reichmann werd geboren als zoon van een bakker. Zelf voltooide hij de opleiding tot banketbakker, maar ging niet in dit beroep aan het werk. In 1965 kwam hij voor het eerst in aanraking met de draailier tijdens het Burg-Waldeck-Festival in de open lucht van Hunsrück.
Twee jaar later begon hij in zijn atelier in Frankfurt zelf draailieren te bouwen. Hij reisde naar veel landen om zich verder te verdiepen in het instrument. Op basis van foto's, metingen en tekeningen kwam hij tot de bouw van een nieuwe draailier. In de jaren erop werd hij door de bond voor muziekbouwers ondersteund. Hij stak vijf jaar onderzoekswerk in de reconstructie van het Nürnbergisch Geigenwerk uit 1575.
In 1973 was hij de initiatiefnemer van het internationale Draailier en Doedelzakfestival in Lißberg, Ortenberg.  Van zijn werk werd een postzegel uitgegeven en voor zijn inzet voor de draailier werd hij in 1978 onderscheiden met het Bundesverdienstkreuz.  In 1986 speelden hij en zijn dochter Silke en zoon Jens muziek in de film Name der Rose.
Op 8 april 1990 werd als verjaardagsgeschenk het Muziekinstrumentenmuseum in Lißberg geopend. De collectie bestaat uit een grote verzameling historische instrumenten die hij in de loop van de jaren heeft opgebouwd. In 1995 richtte hij de Drehleiergalerie op met  etsen, prenten en olieverfschilderijen die de draailier in de periode 16e tot 20e eeuw tot onderwerp heeft.